# スウェーデン＝フィンランド

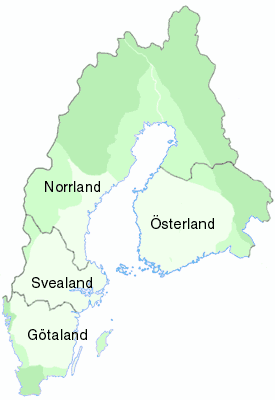

スウェーデン＝フィンランド（英語：Sweden–Finland）は、カルマル同盟とナポレオン戦争の間のスウェーデン王国、すなわち14世紀から18世紀のスウェーデン王国を指し、特にフィンランドで使用される。
その端緒となったのは、1155年の北方十字軍以降で、1323年に十字軍での交戦国だったノヴゴロド公国との講和によって成立したと言える。その後、スウェーデンが東方へ進出する事によってスウェーデン＝フィンランドは拡大して行く事となる。北方十字軍以降、フィンランドはカトリック化され、16世紀にスウェーデンと共にカルマル同盟からの離脱後、プロテスタント化して行く事となった（宗教改革）。1581年にフィンランドは公領から大公領へと昇格したが、それはスウェーデン人によるフィンランド支配を強化するためだけの君主号のみの称号化であり、フィンランドがスウェーデン王国の一部であることに変わりはなかった。18世紀にロシアとの戦争によってケックスホルム県などを割譲したものの、大部分は、19世紀まで残った。
1809年にスウェーデン＝フィンランドは分割され、東半分は帝政ロシアによる同君連合のもと準自治のフィンランド大公国を構成した。
この言葉は、例えばデンマーク＝ノルウェーという用語と関連付けて使用されたときには、教訓めいたメリットがある。つまり、ノルウェーがデンマークの支配下にあったように、フィンランドも、という意味である。しかし、中世以来1809年までの、今日、フィンランドである地域は、完全にスウェーデン王国の一部だったため、これは誤解である。1809年までフィンランドはスウェーデンの4つの州の1つと見なされていた。とは言え、イェータランドやスヴェアランドとは違い、フィンランドは、ノールランドと同様、スウェーデン語が主要な言語ではなかった。スウェーデン語が使用されたのは海岸のいくつかの地域や貴族層、都市市民上層部の間だけだった（スウェーデン系フィンランド人による植民地化）。スウェーデン帝国時代のスウェーデン＝フィンランドは、本来のスウェーデンと同義だった。それに、その他の海外領土が加わってスウェーデンの支配領域を構成していた。